# أولريش فريز
أولريش فريز هو سياسي ألماني، ولد في 12 أبريل 1951 في Drevenack ‏ في ألمانيا. نشط حزبياً في الحزب الديمقراطي الاجتماعي الألماني (1970 – 1970). في الانتخابات الفيدرالية الألمانية 2017، انتخب عضو في البوندستاغ الألماني عن دائرة Cottbus – Spree-Neiße ‏ وقد انضم خلال البوندستاغ الألماني التاسع عشر (24 أكتوبر 2017 – ) للكتلة البرلمانية المجموعة البرلمانية للحزب الديمقراطي الاجتماعي ‏ وانتخب عضو في برلمان ولاية براندنبورغ ‏ وانتخب عضو في البوندستاغ الألماني خلال فترته النيابية ‏ (22 أكتوبر 2013 – 24 أكتوبر 2017).

## وصلات خارجية
- الموقع الرسمي